# وليام جيم موريس (بوينس آيرس)
وليام جيم موريس (بالإسبانية: William C. Morris, Buenos Aires)‏ هي منطقة سكنية تقع في الأرجنتين في Hurlingham Partido. يقدر عدد سكانها بـ 48,916 نسمة وترتفع عن سطح البحر 15 متر.